# Робинсон, Кен
Сэр Кен Робинсон (англ. Sir Ken Robinson; 4 марта 1950 — 21 августа 2020) — английский учёный (педагог), автор книг, оратор и консультант по вопросам развития творческого мышления, систем образования и инноваций в государственных и общественных организациях. Он был директором Искусства в школьных проектах (англ. The Arts in Schools Project; 1985—1989), профессором кафедры художественного образования в Уорикском университете (1989—2001) и был посвящён в рыцари в 2003 году за заслуги в образовании. С 2001 года постоянно проживал в Соединённых Штатах, оставаясь британским гражданином.

## Карьера и научная деятельность

### Идеи в образовании
Робинсон предложил три направления развития системы образования: образование должно поощрять индивидуализацию и предлагать широкую программу обучения; развивать любознательность, через творческое обучение, которое зависит от высокого качества подготовки учителей; сосредоточиться на развитии творческих способностей, сместив приоритеты со стандартизированных курсов на дидактические материалы, перенеся ответственность за программу на школы и учителей. Он считал, что большая часть системы образование в США поощряет конформизм и стандартизацию, а не творческие подходы к обучению. Робинсон подчеркивал, что мы можем добиться успехов в образовании если признаем что это органическая система, а не механическая. Успешное управление школой – вопрос создания благоприятного климата, а не "командования и контроля". 

## Награды
- Рыцарь-бакалавр (2003)
- Почётный профессор Уорикского университета (2001)
- Почётный доктор Ливерпульского института исполнительских искусств (2004)
- Почётный доктор Бирмингемского городского университета (2008)
- Почётный доктор Род-Айлендской школы дизайна (2009)
- Почётный доктор университета штата Оклахома–Стиллуотер (2012)
- Почётный доктор британского Открытого университета (?)
- Почётный доктор Ринглингского колледжа искусства и дизайна (?)
- Медаль Бенджамина Франклина (2008)
- Медаль Джорджа Пибоди (2008)
- Премия Гордона Паркса за достижения в образовании (2011)

## Книги на русском языке
- Призвание. Как найти то, для чего вы созданы и жить в своей стихии — М.: Манн, Иванов и Фербер, 2009. ISBN 978-5-91657-123-3
- Образование против таланта — М.: Манн, Иванов и Фербер, 2012. ISBN 978-5-91657-415-9
- Найти своё призвание. Как открыть свои истинные таланты и наполнить жизнь смыслом — М.: Манн, Иванов и Фербер, 2013. ISBN 978-5-00057-006-7
- Школа будущего. Как вырастить талантливого ребенка — М.: Манн, Иванов и Фербер, 2015. ISBN 978-5-00057-734-9